# ليلى وذيب صمعة ومصارع الثيران (مسرحية)
ليلى وذيب صمعة ومصارع الثيران، مسرحية أطفال هادفة كويتية. عرضت بعام 2014.

## الابطال
- خالد أمين (ذيب صمعة)
- شيلاء سبت (ليلى)
- عبد المحسن القفاص (مصارع الثيران)
- صالح الراشد (الضبع)
- نور الدوب (منى صديقة ليلى)
- محمد الجلاد (الثور)
- عبدالرحمن الديين (الأسد)
- رتاج العلي (ليلى في صغرهِا)
- الحسن عبدالكريم (ذيب صمعة في صِغره)
- سعاد الشطي (منى صديقة ليلى في صِغرها)

1. ↑  مسرحية - ليلى والذيب صمعا ومصارع الثيران - 2014 طاقم العمل، فيديو، الإعلان، صور، النقد الفني، مواعيد العرض، اطلع عليه بتاريخ 2024-02-09